# Opsterlânske Kompanjonsfeart
L'Opsterlânske Kompanjonsfeart (en néerlandais, Opsterlandse Compagnonsvaart) est un canal néerlandais de la Frise. Le canal a une longueur de 34 km et relie le Nije Feart à Gorredijk au Witte Wijk (et au Drentsche Hoofdvaart) à Smilde.
Les travaux commencèrent en 1630 près de Gorredijk. Environ deux siècles plus tard on atteignit la frontière de la province de Drenthe. Le canal devait faciliter le défrichement de la région et le transport de la tourbe extraite des marais.
Le canal commence à Gorredijk, commune d'Opsterland. Il longe plusieurs hameaux et villages : Haneburen, Vosseburen, Hemrikerverlaat, Wijnjeterpverlaat, Klein Groningen près Wijnjewoude où le canal décrit une courbe droite de 45° et prend la direction du sud-est. C'est ici qu'il rentre sur le territoire de la commune d'Ooststellingwerf, pour passer à Moskou, Donkerbroek, Oosterwolde et Appelscha, avant d'arriver à la frontière avec Drenthe et de rejoindre le Witte Wijk et le Drentsche Hoofdvaart. Entre Donkerbroek et Oosterwolde, la rivière de Tjonger passe sous le canal.

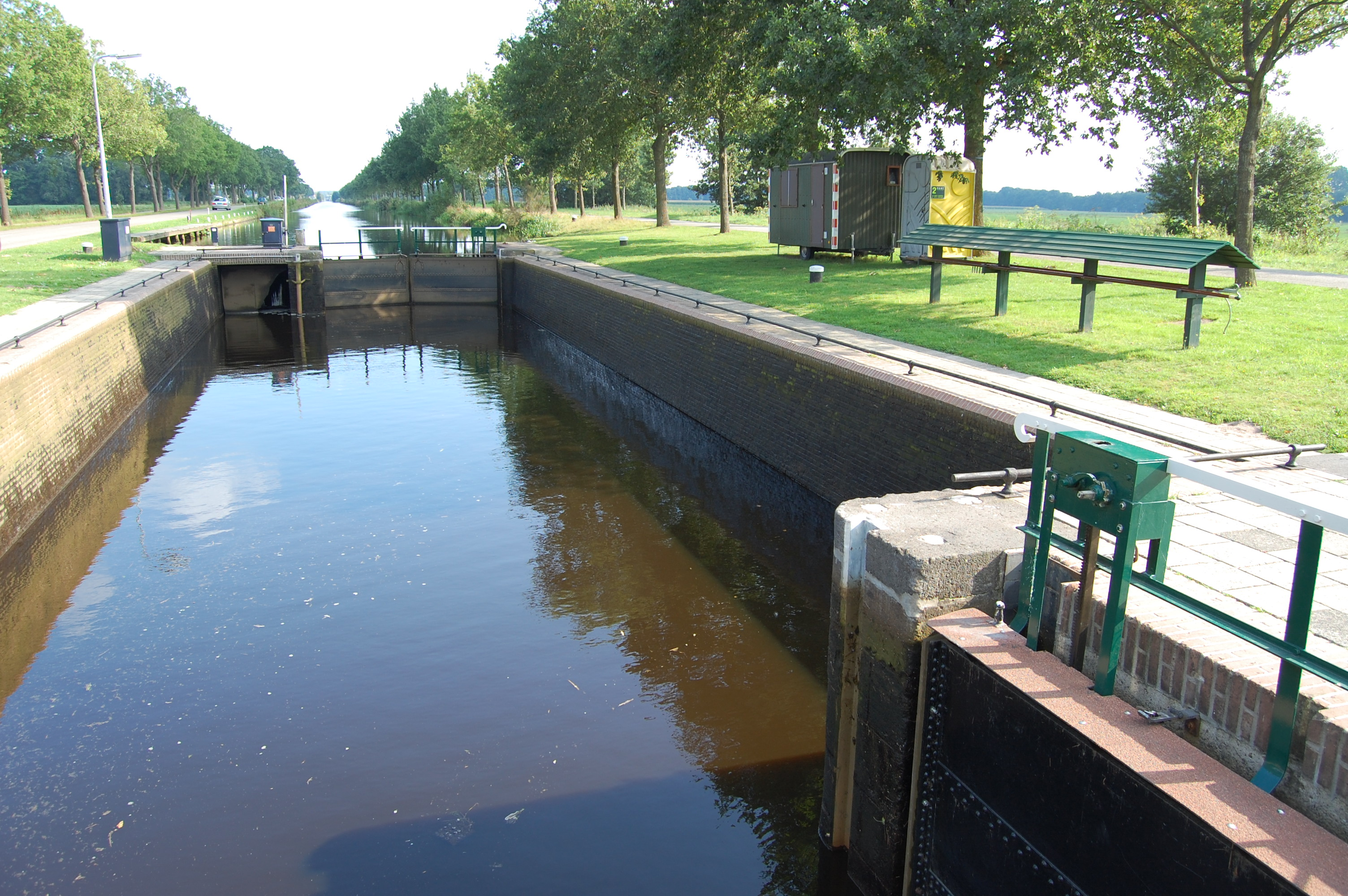
Écluse de Fochteloërverlaat

Entre Gorredijk et Appelscha, le canal compte neuf écluses, pour surmonter la différence d'altitude entre Gorredijk et Appelscha, qui est de 12 mètres.
En 1974, on projetait de combler le canal. Ces projets ont été abandonnés. De nos jours, le canal n'a plus de fonction pour la navigation professionnelle, mais il est toujours très emprunté par la plaisance.

## Source
- (nl) Cet article est partiellement ou en totalité issu de l’article de Wikipédia en néerlandais intitulé « Opsterlandse Compagnonsvaart » (voir la liste des auteurs).